# Înstelata aventură
Înstelata aventură este un roman științifico-fantastic polițist scris de autorul român George Ceaușu. Cartea a apărut la Editura Junimea în 1987. Tema centrală a cărții este civilizația xilexiană definită de autor ca o dezvoltare nefastă a științei.

## Cuprins
Romanul este format din 35 de capitole.
1. Tinerețea nemuritorilor xilecși (basm științifico-fantastic în genul Tinerețe fără de bătrânețe și viață fără de moarte)
2. Poziție jenantă pentru un interviu
3. Aventură protocolară
4. Stele și zaruri
5. Efecte secundare ale unei evadări
6. Schimbătorul de probabilități
7. Xilecși vechi, soluții noi
8. Extaz și agonie: trecem prin quasar

(și altele)